# Kína–14
Kína–14 (STTW–T1) az első kínai kommunikációs műhold.

## Küldetés
Tervezett feladata tesztelni a műhold technikai berendezéseit, szolgáltatásának lehetőségeit.

## Jellemzői
Gyártotta és üzemeltette a Kínai Tudományos Akadémia Speciális Technológia (kínaiul: 中国 空间 技术 研究院) (CAST) csoportja.
Megnevezései:  COSPAR: 1984-008A; Kódszáma: 14670.
1984. január 29-én Közép-Kínából a Csiucsüan Űrközpontból, a LC–1 jelű indítóállványról egy háromfokozatú CZ–3 (Chang Zheng)  hordozórakétával indították alacsony Föld körüli pályára (LEO = Low-Earth Orbit). Technikai okok miatt a 3. fokozat nem indult be, így szolgálatát nem tudta teljesíteni. Működőképesség biztosított volt, így tesztfeladatokat hajtottak végre.
Elért orbitális pályája 162 perces, 36,1 fokos hajlásszögű, elliptikus pálya perigeuma 484 kilométer, az apogeuma 6446 kilométer volt.
Tömege  900 kilogramm.